# Metøya
Metøya est une île norvégienne du comté de Hordaland appartenant administrativement à Bømlo.

## Description
Rocheuse et désertique, elle s'étend sur environ 724 m de longueur pour une largeur approximative de 302 m. Elle est traversée par la route nommée Hustavegen qui relie Bremnes à Vadøya.